# Kristoff K.Roll
Kristoff K.Roll est un duo de musique électroacoustique né en 1990 à Paris et qui réunit les musiciens Carole Rieussec et J-Kristoff Camps

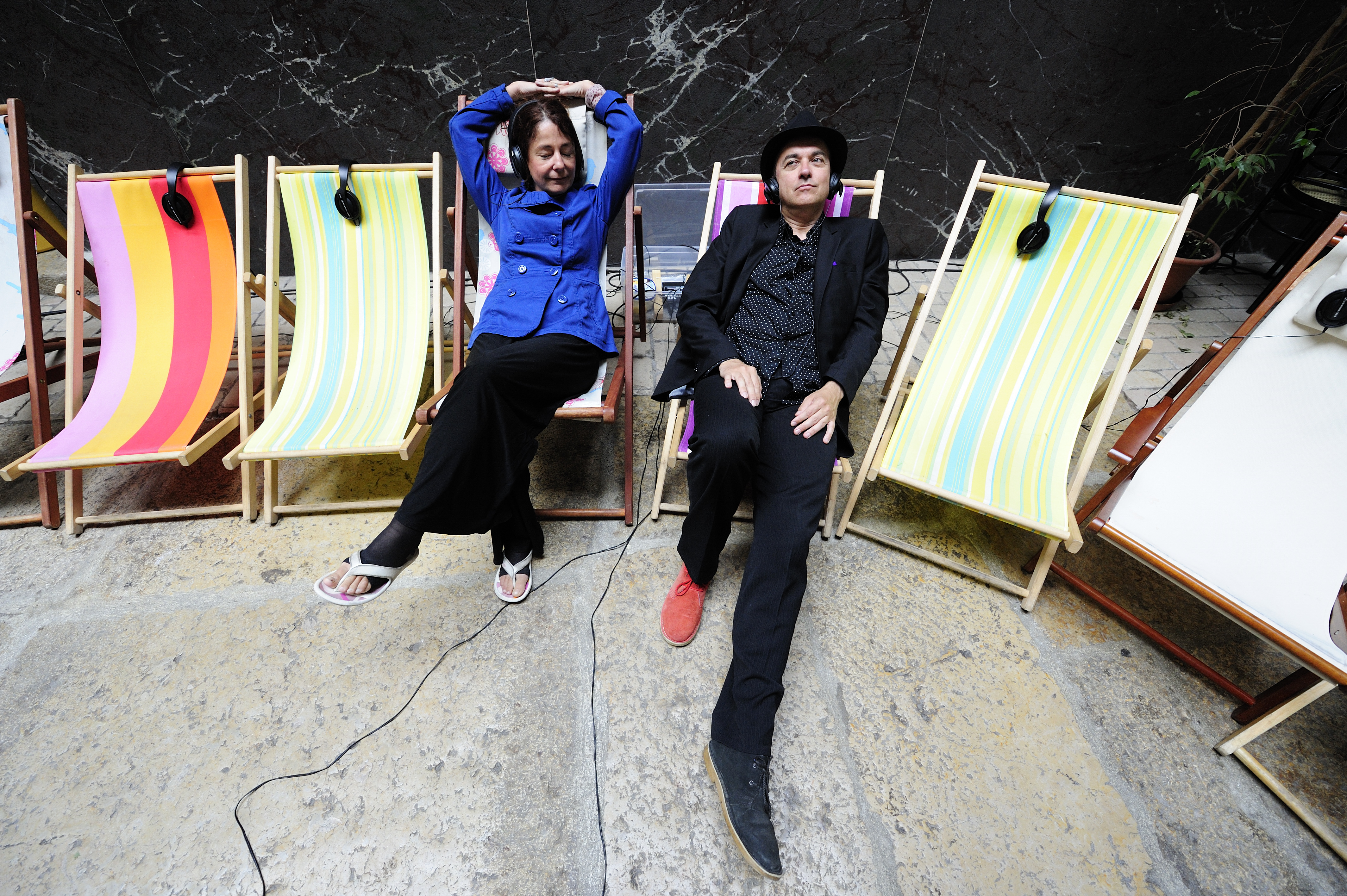
Kristoff K.Roll

## Historique
Kristoff K.Roll se forme au sein des arènes du vinyle, un septet de platines tourne-disques. Le duo fabrique bientôt ce qu'il appelle un « labyrinthe sonore à entrées multiples »: il glisse de l’acousmatique à l’improvisation électroacoustique jusqu’au théâtre sonore en passant par l’art radiophonique, l’installation, le texte-composition, la performance. Plusieurs œuvres de Kristoff K.Roll témoignent de ces glissements : Corazón road, Des travailleurs de la nuit, A l’amie des objets, Portrait de Daunik Lazro, Le petit bruit d’à côté du cœur du monde, La maison au bord de la D23, l’internationale_sonore.org, La bohemia electrónica … nunca duerme…
Le groupe développe la parole, l’espace et l’objet comme axes de son écriture et collabore avec le compositeur Luc Ferrari dont il partage son gout prononcé pour les formes hybrides. Le théâtre les interpelle : si la génération précédente façonnait un théâtre musical, le duo Kristoff K.Roll décale la posture en proposant des objets de « théâtre sonore », appellation dont il est l’auteur et dont il précise peu à peu la définition.
Kristoff K.Roll expérimente la diffusion sonore hors concert, de l'écoute intimiste à l'écoute distraite, du casque au mur parlant, de la diffusion minimale à la projection gigantesque : La Façade de Nagrala, Nagrala - voleurs de sons, A l’Ombre des Ondes.
Durant les années 90, Carole Rieussec et Jean-Kristoff Camps sont parmi les pionniers de l’explosion du studio de composition électroacoustique sur scène. Le studio et ses logiques sont devenus instruments de jeu improvisé live, alors qu’ils étaient jusque-là cachés du public. Ce « déplacement » a donné naissance à une grande effervescence sonore en France mais aussi en Europe.

## Les concerts
Kristoff K.Roll joue régulièrement en France et à l’étranger (Belgique, Hollande, Danemark, Allemagne, Pologne, Autriche, Suisse, Québec, États-Unis, …), en duo ou avec des musiciens improvisateur/trices, des auteur.e.s, des danseurs et danseuses , des marionnettistes, circassien/nes ou cinéastes, des plasticien/nes.

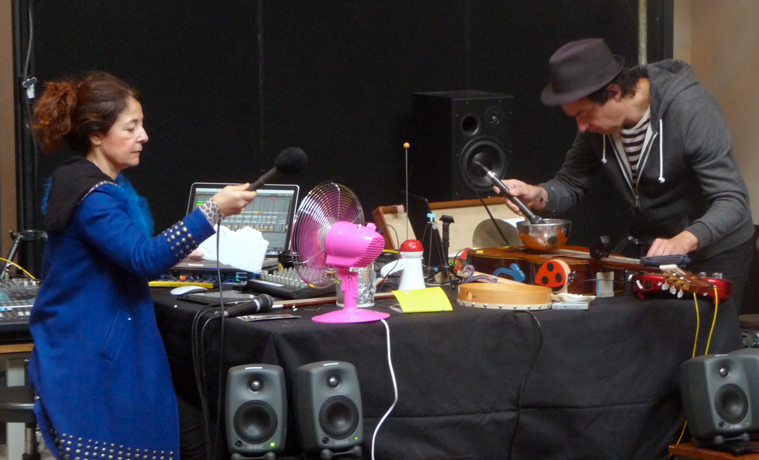
Concert de Kristoff K.Roll au GMEM (Marseille) en février 2015

### Quelques affiches
- Musique Action à Vandœuvre-lès-Nancy
- Festival Victo au Québec
- Festival Densités à Verdun puis Fresnes-en-Wöevre
- Festival Longueur d’ondes à Brest
- Festival Fruits de Mhère
- Présences électroniques au 104 à Paris
- Festival Musica Genera à Szczecin
- Festival Résonance à Nantes
- Festival Radiophon’ic à Bruxelles
- Festival Aarhus au Danemark
- Festival international du Film de Locarno
- Festival Le Lem à Barcelone
- Palais de Tokyo à Paris
- Stedelijk museum d’Amsterdam
- le Lampo à Chicago
- la Cave 12 à Genève
- Logos Fondation à Gand
- le Théâtre du Lierre à Paris
- Les instants chavirés à Montreuil
- galerie Harvestworks à New-York
- Le Temple Allemand à La Chaux de Fond
- Alte Schmiede à Wien
- Théâtre du Saulcy à Metz
- Le musée d’Art Moderne et contemporain de Strasbourg
- Maison de la poésie à Paris
- Le Pannonica à Nantes, La maison de l’image et du son à Villeurbanne
- La Friche de la Belle de Mai à Marseille
- le 102 à Grenoble…

## Créations radiophoniques
- WDR de Cologne
- NDR de Hambourg
- Radio Libertaire à Paris
- Radio Pays d’Hérault
- France Culture  sur , Radio
- France Musique (émission « A l’improviste » d’Anne Montaron)
- WCKR (Université Columbia) à New-York…

## Autres créations
Par ailleurs, Carole Rieussec et Jean-Kristoff Camps développent chacun leur propres esthétiques qui croisent et font résonance à celle du duo : Carole Rieussec privilégie la création d’espaces sonores inouïs, la mise en abîme d’objets se télescopant sur un axe philosophique: Far Est, Dégrafer l’espace, l’étonnement sonore, Grande rue, Escondida. Jean-Kristoff Camps développe une poétique de l’objet, que la magie nouvelle l’a entrainé à rendre volatile: Le journal d’informations parlé, Les musiques de cirque de monsieur Titou, L’égaré, Hommage à Thomas Edison pour J-Kristoff Camps.

## Autres activités
- Kristoff K.Roll sont membres du comité de rédaction de « revue & corrigée »
- Ils sont animateurs radio sur Radio libertaire à Paris et actuellement sur Radio Pays d'Hérault.
- Ils sont les cofondateurs du festival international Sonorités (au croisement des écritures poétiques textuelles et sonores, avec le poète sonore Anne-James Chaton, le guitariste Didier Aschour, la plasticienne Enna Chaton, l’auteur transdisciplinaire Fred Dumond, …)

## Discographie sélective
- 1999 : Corazón road[1] chez Empreintes DIGITALes
- Des travailleurs de la nuit, à l’amie des objets (Métamkine)
- La Pièce Kristoff K.Roll & Xavier Charles (Potlatch)
- Le petit bruit d’à côté du cœur du monde, avec Daunik Lazro (Vand’oeuvre)
- Tout le monde en place pour un set américain, avec Martin Tétreault, D.Labrosse, X.Charles (Victo)
- 2012 : A L'Ombre des Ondes - siestes audio-parlantes[2] (Empreintes Digitales)
- 2023 : Chants du milieu[3], avec Daunik Lazro (Creative Sources)
- L’étonnement sonore, objet de pensée sonore en mouvement, de Carole Rieussec (Césaré)

## Filmographie
- Walpurgis: essai cinématographique de Frédéric Choffat sur un texte de Karl Kraus et une musique de Kristoff K.Roll
- Concert filmé de Kristoff K.Roll (édition Les Films du Tigre)